# Heise Gruppe

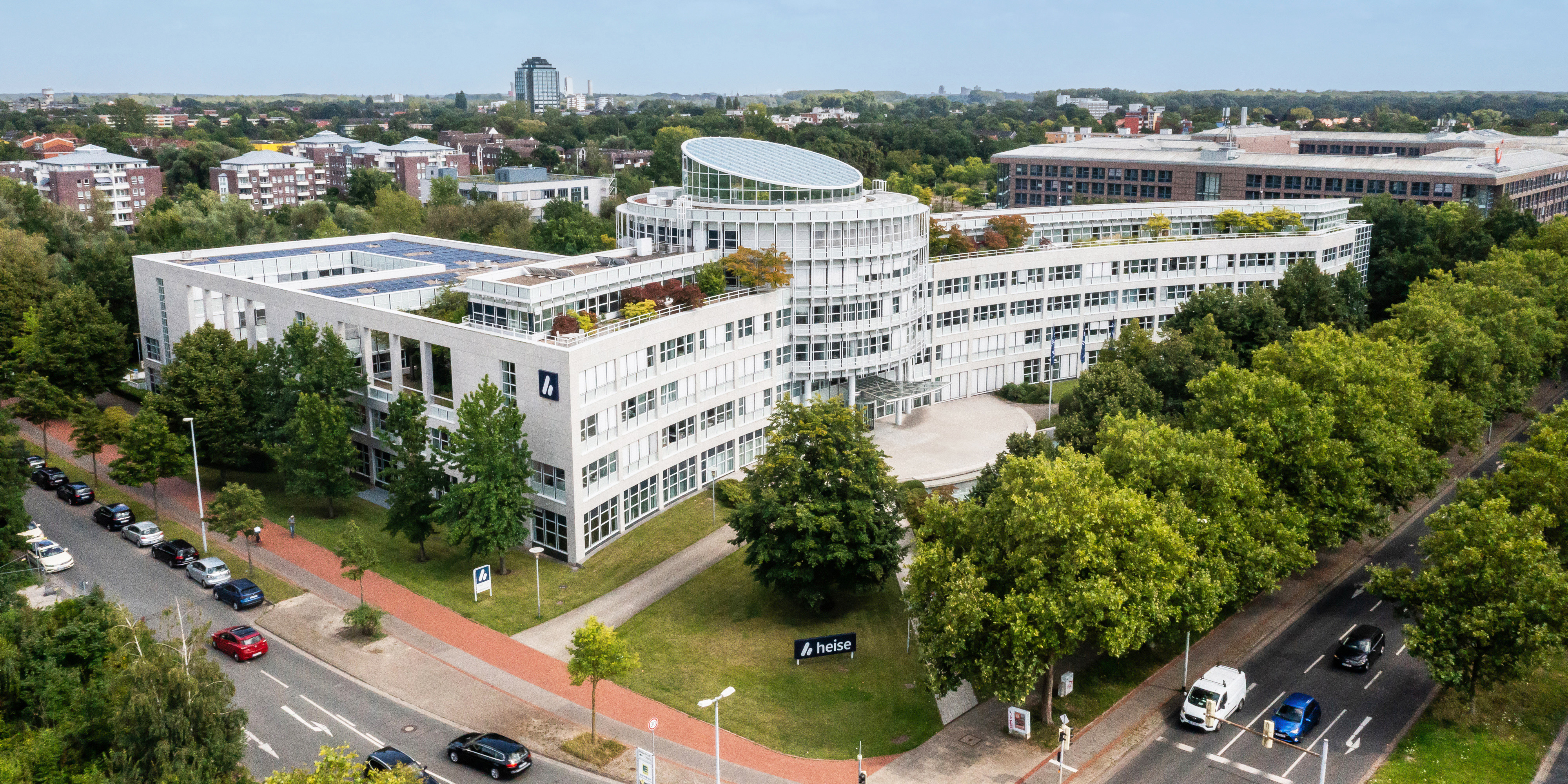
Hauptsitz in Hannover (2024)

Die Heise Gruppe (vormals Heise Medien Gruppe) ist eine deutsche Unternehmensgruppe mit Hauptsitz in Hannover. Sie wurde 1949 von Heinz Heise gegründet und befindet sich in Familienbesitz.
Das Stammgeschäft der Heise Gruppe bilden Verzeichnismedien, aus denen sich ein Angebot für lokales Marketing entwickelt hat. Dazu kommen Publikums- und Fachmedien aus der Computertechnik, Informationstechnologie und Netzkultur. Diese erscheinen in gedruckter und digitaler Form. Medienmarken wie c’t und iX werden auch für Veranstaltungen genutzt. Außerdem umfasst das Geschäft mehrere Portale für Preis- und Produktvergleiche.

## Geschichte

### Gründung als Verzeichnisverlag
1949 gründete Heinz Heise den nach ihm benannten Verlag Heinz Heise in Hannover-Badenstedt. Erstes Produkt des Unternehmens war ein Adressbuch für die Stadt Bünde, später kam das Fernsprechbuch für Einbeck dazu. Schrittweise wurden weitere Städte und Regionen in das Sortiment aufgenommen. Daneben dehnte Heise das Programm auf Sachthemen aus, beispielsweise Handbücher zum Tarif- und Arbeitsrecht sowie zum Baurecht. Bis 1960 stieg der Umsatz auf über eine Million Mark.

### Wachstum mit Fachmedien
1972 übergab Heinz Heise die Geschäftsleitung des Unternehmens an seinen Sohn Christian. Unter seiner Führung entstand „Elrad“, ein Magazin für Elektronik- und Technik-Themen. Dieses bildete den Grundstein für die weitere Expansion im Bereich der IT-Medien: 1983 erschien die erste Ausgabe der Computerzeitschrift c’t, 1988 folgte das Fachmagazin iX. Beide Publikationen gibt es bis heute.
1992 übernahm das Unternehmen den traditionsreichen Hinstorff Verlag aus Rostock. Nachdem Heise bereits zuvor in regionale Radiosender investiert hatte, beteiligte sich das Unternehmen im Jahr 2000 an der Gründung von Radio 21, dem dritten privaten Radiosender in Niedersachsen.
Im Jahr 2001 wurde der Bereich IT-Publikationen mit Übernahme des Heidelberger Dpunkt Verlags weiter ausgebaut. Dpunkt gründete 2006 den Verlag Rocky Nook in Kalifornien. Heise übernahm 2020 den Rheinwerk Verlag mit Standorten in Bonn und Boston.

### Digitalisierungsstrategie
Das Nachrichtenportal „heise online“ entstand und wurde um das Online-Magazin Telepolis ergänzt. Dazu kamen Inhalte aus dem MIT-Magazin Technology Review, dessen deutschsprachige Fassung seit 2003 bei Heise erscheint. Heise Online wuchs um mehrere Themenkanäle wie Heise Autos, Heise Developer und Heise Security. Zudem ergänzen diverse Podcasts das Medienangebot von Heise.
2003 stieg Heise mit der ersten iX-Konferenz in den Veranstaltungsmarkt ein. Im Laufe der Jahre entwickelte das Unternehmen zahlreiche Konferenzen und Workshops. Seit 2020 ist Heise mit der E-Learning-Plattform Heise Academy in der IT-Weiterbildung aktiv.
Zudem investierte Heise mit Partnerverlagen in das digitale Verzeichnisgeschäft: So erschienen „Das Örtliche“ und „Das Telefonbuch“ erstmals auch online. Das Unternehmen war einer der ersten zertifizierten Reseller und Partner von Google in Deutschland. Heise vergrößerte seine Position in diesem Bereich durch die Fusion mit Dumrath & Fassnacht und expandierte nach Österreich und in die Schweiz.
In den letzten Jahren entwickelten Preisvergleichsportale eine größere Bedeutung in der Heise Gruppe. Das Unternehmen tätigte mehrere Übernahmen in diesem Bereich.

## Geschäftstätigkeit

### Unternehmensstruktur
Die Heise Gruppe firmiert als haftungsbeschränkte Kommanditgesellschaft (GmbH & Co. KG). Die Holding nimmt die Klammerfunktion für alle operativen Gesellschaften wahr. Ihr Konsolidierungskreis umfasst ca. 50 Gesellschaften aus Deutschland, Österreich, der Schweiz und anderen Ländern.
Zu den Tochtergesellschaften zählen insbesondere die Heise Medien GmbH & Co. KG sowie die Heise & Dumrath Medien GmbH & Co. KG. Heise Medien bündelt die Publikums- und Fachmedien. Heise & Dumrath Medien entstand durch die Zusammenführung der Aktivitäten im Bereich der Verzeichnismedien von Heise mit Dumrath & Fassnacht aus Hamburg.

### Gesellschafter und Leitung
Die Geschäftsleitung der Heise Gruppe besteht aus sieben Personen. Geschäftsführender Gesellschafter ist Ansgar Heise. Der Enkel von Heinz Heise war 1999 in die Leitung des Unternehmens berufen worden.
Seit Anfang 2023 sind neben den Kommanditisten Ansgar Heise und Christian Heise die drei Töchter von Ansgar Heise als weitere Kommanditisten aufgenommen worden. Die Anteile der Heise Gruppe halten zu 61 % Ansgar Heise, 21 % liegen bei Christian Heise und je 6 % bei den Töchtern.

## Geschäftsbereiche

### Lokales Marketing
Heise veröffentlicht „Das Örtliche“ und „Das Telefonbuch“ sowie die „Gelben Seiten“ in gemeinsamer Herausgeber- und Verlegerschaft mit der Deutschen Tele Medien GmbH. Die Medien erscheinen in gedruckter Form, als Webanwendung und für mobile Endgeräte. Neben einem einfachen Eintrag bietet Heise kleinen und mittleren Unternehmen aus Deutschland, Österreich und der Schweiz verschiedenste Dienstleistungen im Bereich Online-Marketing an.

### Publikums- & Fachmedien
Bei Heise Online handelt es sich um eines der reichweitenstärksten redaktionellen IT-Nachrichtenportale im deutschsprachigen Raum. Dazu kommen die klassischen Zeitschriftenmarken c’t, c’t Fotografie, iX, Make, Mac & i und Technology Review. Diese werden heute sowohl für Magazine als auch für Onlineangebote sowie für Veranstaltungen, insbesondere Kongresse, Konferenzen, Seminare und Workshops, eingesetzt.
Telepolis bietet als rein digitale Nachrichtenseite Informationen und Diskussionsforen zu gesellschaftspolitischen Themen. Techstage bündelt Produktinformationen und Produkttests mit Preisvergleichen und Kaufangeboten.

### Online-Preisvergleich
Als dritter Geschäftsbereich ist die Heise Gruppe im Bereich der Preisvergleichsportale aktiv. Das Unternehmen ist Alleingesellschafter bei guenstiger.de, Mehrheitsaktionär bei geizhals.at und an billiger.de beteiligt. Darüber hinaus wurde tarife.at übernommen und das Angebot von Compera integriert. Die Preisvergleiche kommen auf verschiedenen Angeboten der Heise Gruppe zur Anwendung. Unter dem Namen Ciuvo wird ein Browser-Add-on bereitgestellt, das Preise, Testberichte und Videos zu Produkten automatisch anzeigt.

### Online-Shopping
Am 1. Juli 2025 gab Heise bekannt, sich mit dem vor allem für PC-Hardware bekannten Online-Shop Mindfactory auf eine Übernahme geeinigt zu haben. Die entsprechenden Verträge wurden laut Aussage der Pressemitteilung am 30. Juni 2025 unterzeichnet. Am 15. Juli 2025 berichtete Heise die notwendige Zustimmung des Bundeskartellamts als erteilt. Die Online-Handelsplattform wurde damit zum vierten Geschäftsbereich der Heise Gruppe.

## Engagement
Die Heise Gruppe engagiert sich gegen die Verbreitung von Kinderpornografie über das Internet. Ende der 1990er-Jahre startete sie die Initiative „Netz gegen Kinderpornos“ in Kooperation mit dem Deutschen Kinderschutzbund und den Online-Redaktionen der Nachrichtenmagazine Spiegel und Stern.
2016 richtete das Unternehmen einen sicheren Briefkasten für Whistleblower ein. Dadurch ist eine vollständig anonyme Kontaktaufnahme und Informationsübergabe möglich.
Im Juni 2024 löste Heise Üstra nach zwei Monaten als Hauptsponsor von Hannover 96 ab.